# Хащі Ітігі та Сумбу
Хащі Ітігі та Сумбу (ідентифікатор WWF: AT0708) — афротропічний екорегіон тропічних та субтропічних луків, саван і чагарників, розташований в Центральній та Східній Африці.

## Географія
Екорегіон хащів Ітігі та Сумбу охоплює дві ізольовані ділянки, одна з яких розташована на крайньому північному сході Замбії, на кордоні з Демократичною Республікою Конго, між озерами Мверу-Вантіпа і Танганьїка, на висоті від 950 до 1200 м над рівнем моря, а друга — в Центральній Танзанії, навколо міста Ітігі в регіоні Сингіда. Він характеризується густими заростями, які флористично майже зовсім не пов'язані з навколишніми екорегіонами міомбових рідколісь центральної Замбезії та південних акацієво-комміфорових чагарників і хащів. Практично не існує перехідної зони між хащами екорегіону та навколишніми рідколіссями, що пояснюється відмінностями в ґрунтах та рельєфі. Міомбові рідколісся, що оточують хащі Ітігі та Сумбу, як правило, поширені на плато та пагорбах, де ґрунти кам'янисті, тоді як самі хащі ростуть на добре дренованих та аерованих алювіальних ґрунтах глибиною 0,6-3 м, які під час сухого сезону твердіють та вкриваються кіркою дурікрусту.

## Клімат
В замбійській частині екорегіону переважає саванний клімат (Aw за класифікацією кліматів Кеппена), а в танзанійській — напівпустельний клімат (BSh за класифікацією Кеппена). З травня по серпень триває прохолодний сухий сезон, з серпня по листопад — спекотний сухий сезон, а з листопада по квітень — спекотний вологий сезон. В Замбійській частині екорегіону середньорічна кількість опадів становить близько 1400 мм і значно коливається з року в рік, а в танзанійській — 500-600 мм. Протягом сухого сезону в Танзанії температура коливається від 20 до 27 °C, а під час вологого сезону може перевищувати 30 °C.

## Флора і фауна
Рослинний покрив екорегіону представлений чагарниковими заростями, які утворюють надзвичайно густі хащі. Тут зустрічається понад 100 видів чагарників, більшість з яких сильно розгалужені, позбавлені колючок і досягають висоти 3-5 м. Серед чагарників, що складають основу хащів регіону, слід відзначити бафію Бертта (Baphia burttii), масайську бафію (Baphia massaiensis), сливолисту бертію (Burttia prunoides), дерегубцеподібний комбретум (Combretum celastroides subsp. orientale), гревію Бертта (Grewia burttii), псевдопросопсіс Фішера (Pseudoprosopsis fischeri) та туполисту вангерію (Vangueria obtusifolia). Над чагарниковими заростями подекуди підіймаються альбіції Петерса (Albizia petersiana), короткохвості крейбії (Craibia brevicaudata), масайські буссеї (Bussea massaiensis) та деякі інші дерева, крони яких розташовані на висоті 6-12 м над землею.
Більшість чагарників екорегіону скидає листя під час сухого сезону і залишаються голими протягом близько 4 місяців. В глибині хащів зустрічаються деякі вічнозелені чагарники, оточені більш чисельними листопадними видами. Щільні зарості перешкоджають проникненню сонячного світла, тому трав'яний ярус дуже рідкісний, хоча під кущами подекуди росте волокнисте просо (Panicum hirtum) та деякі інші невисокі трави. Сукулентів та ліан в екорегіоні також зустрічається небагато.
Флора екорегіону вирізняється високим рівнем ендемізму. З еволюційної точки зору хащі Ітігі та Сумбу, ймовірно, є реліктовим типом рослинності, який сформувався в часи, коли клімат був більш прохолодним і вологим та більш сприятливим для вічнозелених видів.
Серед великих ссавців, поширених в екорегіоні, слід відзначити саванних слонів (Loxodonta africana) та африканських буйволів (Syncerus caffer). Раніше тут зустрічалися чорні носороги (Diceros bicornis), однак наразі вони в регіоні вимерли. Серед майже ендемічних представників регіону слід відзначити три види плазунів: стрункого сліпуна (Letheobia gracilis), чотирипалого сцинка (Sepsina tetradactyla) та довгохвосту ящірку Джонстона (Latastia johnstonii).

## Збереження
Переважна частина заростей екорегіону (50 % в танзанійській частині та 80 % в замбійській частині) була знищена шляхом підсічно-вогневого землеробства, а ті хащі, що залишилися, є значно деградованими. Найбільші ділянки незайманих хащів збереглися на північному узбережжі Мверу-Вантіпи та на сході замбійської частини регіону. Оцінка 2017 року показала, що 3797 км², або 35 % екорегіону, є заповідними територіями. Природоохоронні території в замбійській частині регіону включають Національний парк Мверу-Вантіпа та Національний парк Нсумбу. В танзанійській частині екорегіону природоохоронні території відсутні.